# Nicolas Gestin
Nicolas Gestin (n. 14 martie 2000, Tréméven, Bretagne, Franța) este un canoist ce a reprezentat Franța, medaliat olimpic. A participat la o ediție a Jocurilor Olimpice (2024) în care a câștigat o medalie de aur.